# Koleje Azerbejdżańskie

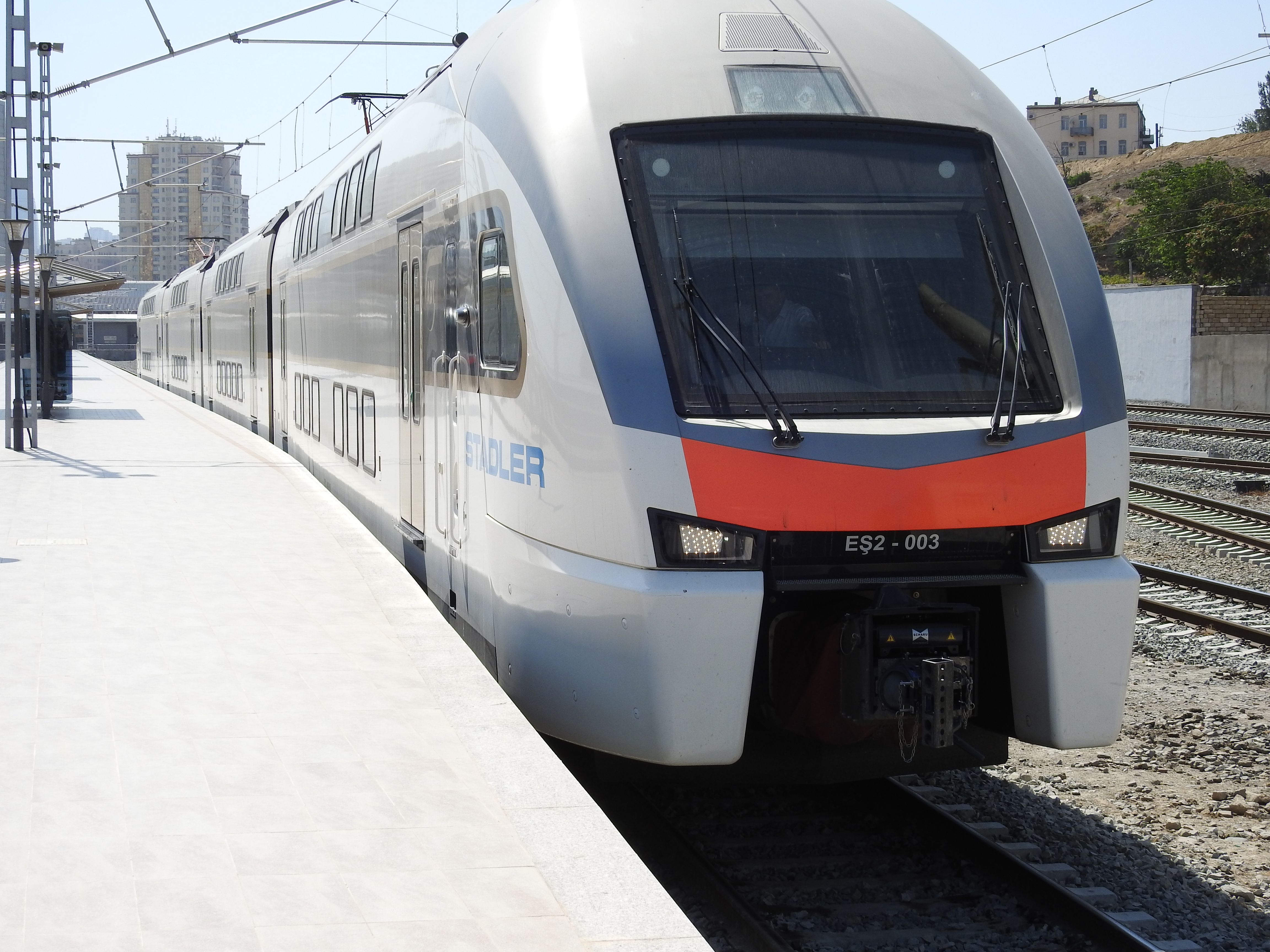
EZT ESh2 należący do przedsiębiorstwa

Koleje Azerbejdżańskie, Koleje Azerskie (azer. Azərbaycan Dəmir Yolları (ADY), ang. Azerbaijan Railways, ros. Азербайджанские железные дороги) – narodowy przewoźnik kolejowy i zarządca infrastruktury kolejowej w Azerbejdżanie. Jedynym udziałowcem spółki jest rząd Azerbejdżanu.

## Podział
Spółka dzieli swoje zadania między cztery wydziały:
- Wydział Transportu Towarowego (ang. Freight Transportation Department),
- Wydział Infrastruktury (ang. Infrastructure Department),
- Wydział Transportu Pasażerskiego (ang. Passenger Transportation Department),
- Wydział Remontów i Budowy Obiektów Kolejowych i Technicznych (ang. Railway and Technical Facilities Repair and Construction Department).

### Wydział Transportu Towarowego
Transport towarowy jest głównym źródłem zysku spółki (stanowi 72% ogólnego zysku). Głównymi zadaniami wydziału są między innymi:
- transport kolejowy towarów, pasażerów, bagażu i poczty (por. Wydział Transportu Pasażerskiego), rozwój międzynarodowego transportu kolejowego;
- zapewnienie bezpiecznego i harmonijnego ruchu pociągów;
- organizacja ruchu pociągów na szlaku, zapewnienie zestawiania pociągów i przewozu ładunków zgodnie z planem podróży;
- zapewnienie terminowego i bezpiecznego dostarczania ładunków, bagażu i poczty;
- właściwe rozmieszczenie oraz efektywne wykorzystanie taboru;
- wykonywanie wszystkich planowych napraw okresowych i kontrola nad stanem taboru;
- utrzymanie prawidłowej pracy lokomotyw oraz zaplecza technicznego i infrastrukturalnego taboru lokomotywowego;
- kontrola nad przygotowaniem i realizacją działań na rzecz efektywnego wykorzystania zasobów paliwowych i energetycznych;
- opracowywanie rozkładów jazdy pociągów, zapewnienie realizacji rozkładów jazdy pociągów pasażerskich i towarowych;
- zarządzanie działalnością towarową i handlową na stacjach.

### Wydział infrastruktury
W roku 2017 spółka zarządzała 2944 kilometrami torów, z czego około 1767 km stanowiły linie zelektryfikowane. Rozstaw szyn na liniach obsługiwanych przez spółkę wynosi 1520 mm. Zadania tego wydziału to przede wszystkim:
- organizacja brygad zajmujących się utrzymaniem, odbudową i remontami obiektów kolejowych (stacji elektroenergetycznych, urządzeń sygnalizacyjnych i łączności);
- utrzymanie w stanie sprawności wszystkich elementów linii kolejowej i ich naprawa oraz organizacja bezpiecznej eksploatacji tych elementów;
- zapewnienie dostaw energii elektrycznej zgodnie z planem pracy odbiorców kolejowych;
- obsługa i doskonalenie bazy technicznej przedsiębiorstw, instytucji i zakładów przemysłowych spółki;
- przygotowywanie i zatwierdzanie dokumentacji projektowo-szacunkowej dla robót budowlanych i instalacyjnych w podległych przedsiębiorstwach i jednostkach organizacyjnych.

### Wydział Transportu Pasażerskiego
Transport pasażerski generuje około 4% zysków spółki. Wydział ten zajmuje się raczej organizacją transportu pasażerów, niż samym transportem. Wśród jego zadań wyszczególnia się:
- organizację przewozu pasażerów, bagażu i poczty w krajowych i międzynarodowych pociągach pasażerskich, a także w podmiejskich pociągach elektrycznych;
- efektywną eksploatację, utrzymanie i rozbudowę taboru wagonów pasażerskich;

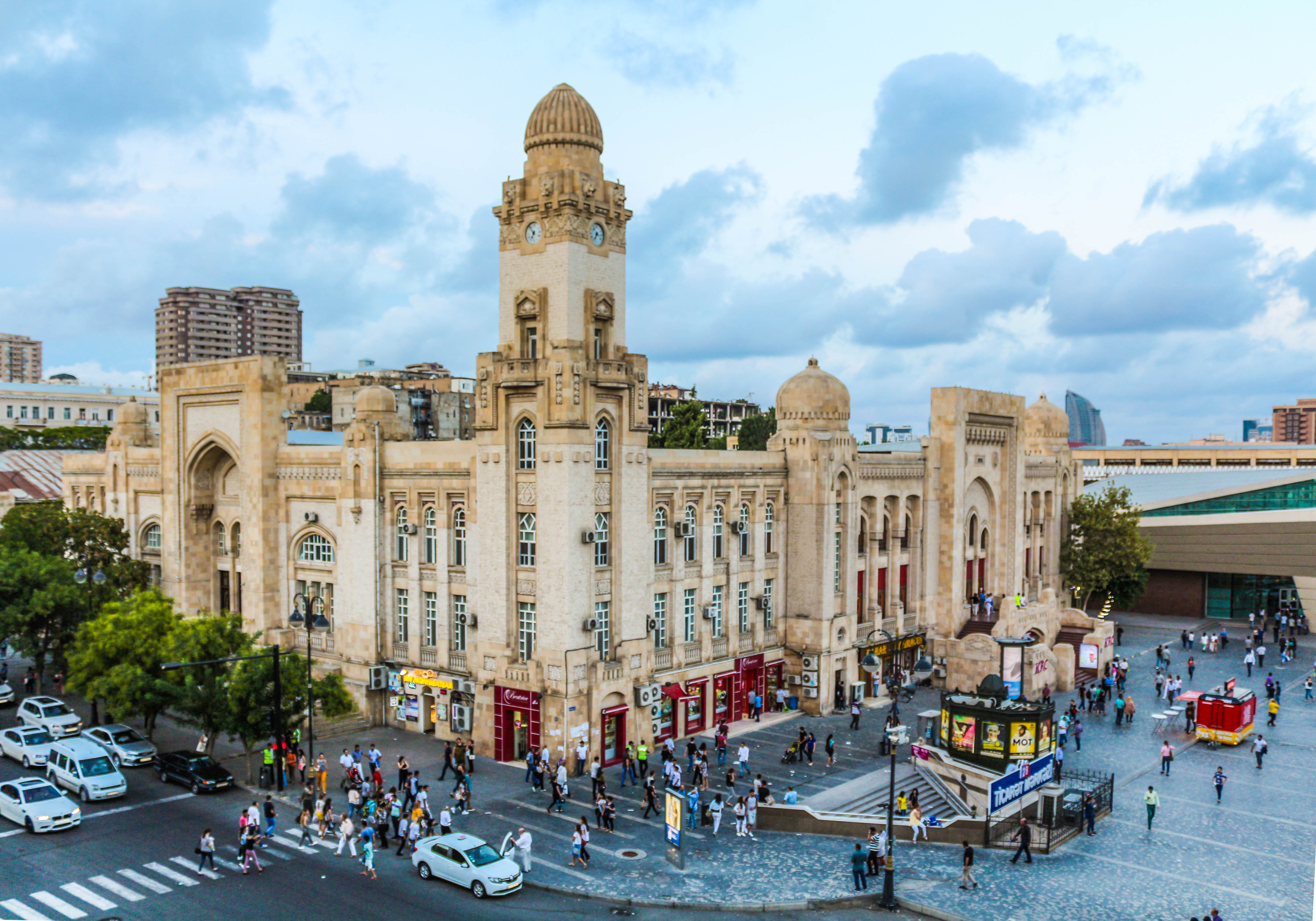
Jeden z dworców w Baku

- organizację obsługi podróżnych w kasach biletowych na stacjach i przystankach kolejowych oraz w pociągach;
- zapewnienie kontroli nad bezpieczeństwem pociągów pasażerskich, ochrony przeciwpożarowej we wszystkich rejonach obsługi, a także ochrony środowiska i dostosowanie ich do wymogów ekologii.

### Wydział Remontów i Budowy Obiektów Kolejowych i Technicznych
Wydział ten odpowiada między innymi za:
- realizację prac w zakresie eksploatacji, konserwacji, kapitalnych remontów i napraw budynków techniczno-usługowych i administracyjnych, a także wszystkich innych budynków należących do spółki;
- świadczenie wszelkiego rodzaju robót remontowych, oświetleniowych, budowlanych i naprawczych;
- zapewnienie obsługi technicznej obiektów spółki, a także jej wewnętrznych linii wodociągowych i kanalizacyjnych oraz linii ciepłowniczych i elektroenergetycznych.

## Zarząd
Do zarządu spółki należą:
- Qurbanov Cavid Qənbər oğlu – prezes spółki od 9 lutego 2015 roku;
- Süleymanov Əlirza Məmməd oğlu – pierwszy zastępca prezesa od 22 lutego 2010 roku;
- Novruzov Zaman Müdəhət oğlu – zastępca prezesa od 27 stycznia 2016 roku;
- Valehov Hicran Qardaşxan oğlu – zastępca prezesa od 27 stycznia 2016 roku;
- Hüseynov İqbal Əli oğlu – zastępca prezesa od 22 lutego 2010 roku;
- Aslanov Vüsal Yusif oğlu – zastępca prezesa od 20 lipca 2016 roku.

## Historia

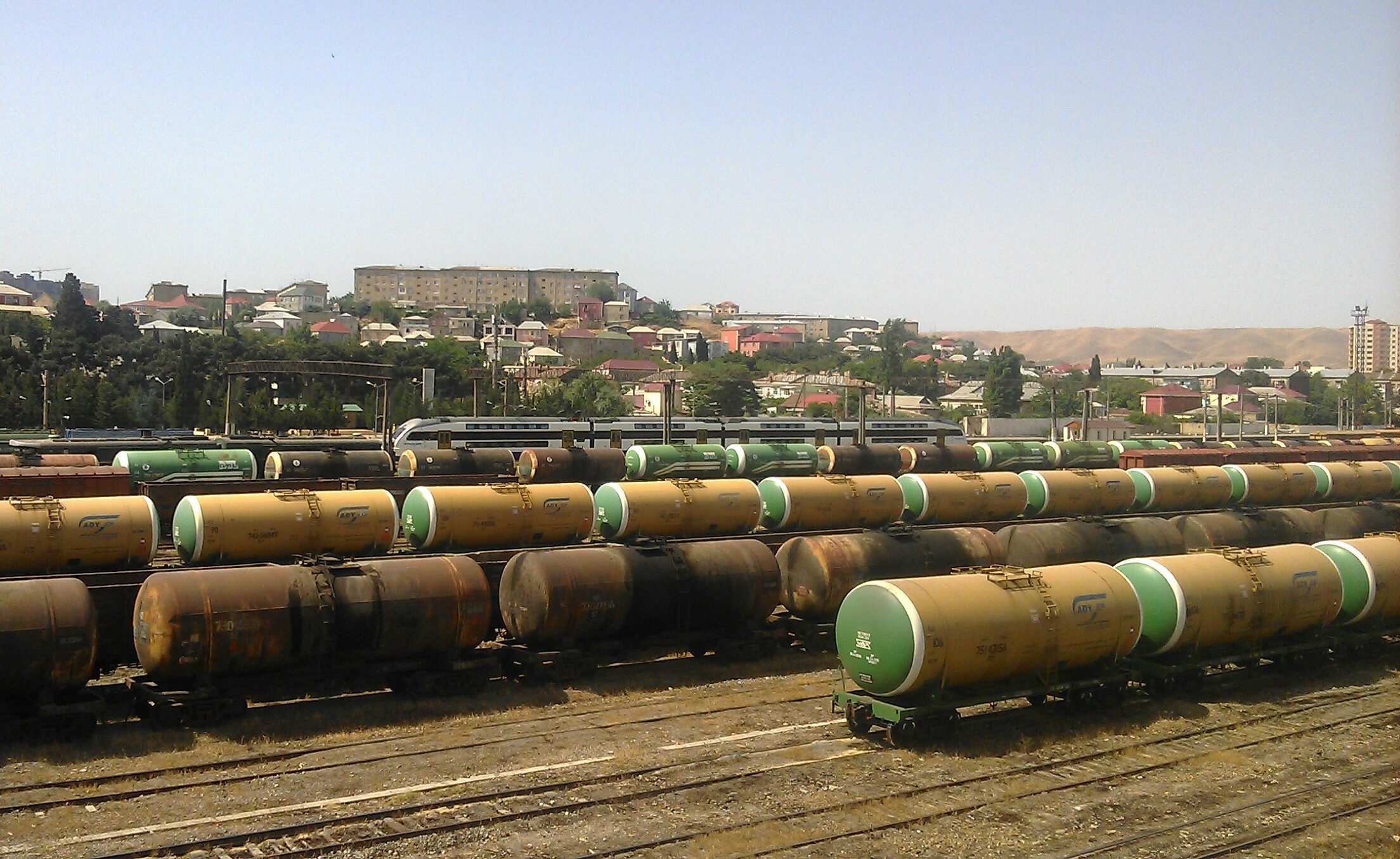
Stare wagony na ropę na stacji Biləcəri

Kolej w Azerbejdżanie powstała w związku z rosnącym zapotrzebowaniem na transport ropy, wydobywanej na Półwyspie Apszerońskim. Budowę pierwszej linii (Baku – Sabunçu – Surakhani) rozpoczęto w 1878 roku, a zakończono 20 stycznia 1880 roku. W latach 1925–1926 zelektryfikowano tę linię, w związku z planem rozpoczęcia ruchu pasażerskiego.
Począwszy od drugiej połowy XX wieku, kolej oprócz gospodarki narodowej obsługuje także na dużą skalę tranzyt do krajów sąsiednich.
Działalność kolei, wraz z całą gospodarką kraju, uległa osłabieniu w wyniku zerwania więzi gospodarczych z krajami byłego Związku Radzieckiego. Doprowadziło ono do znacznego spadku ilości przewożonych towarów, a więc pogorszenia sytuacji finansowej i ekonomicznej kolei. Dodatkowo sytuację pogorszyło zaangażowanie Azerbejdżanu w konflikt o Górski Karabach. Straty poniesione przez Koleje w efekcie tego sporu szacuje się na ponad 45 milionów dolarów.

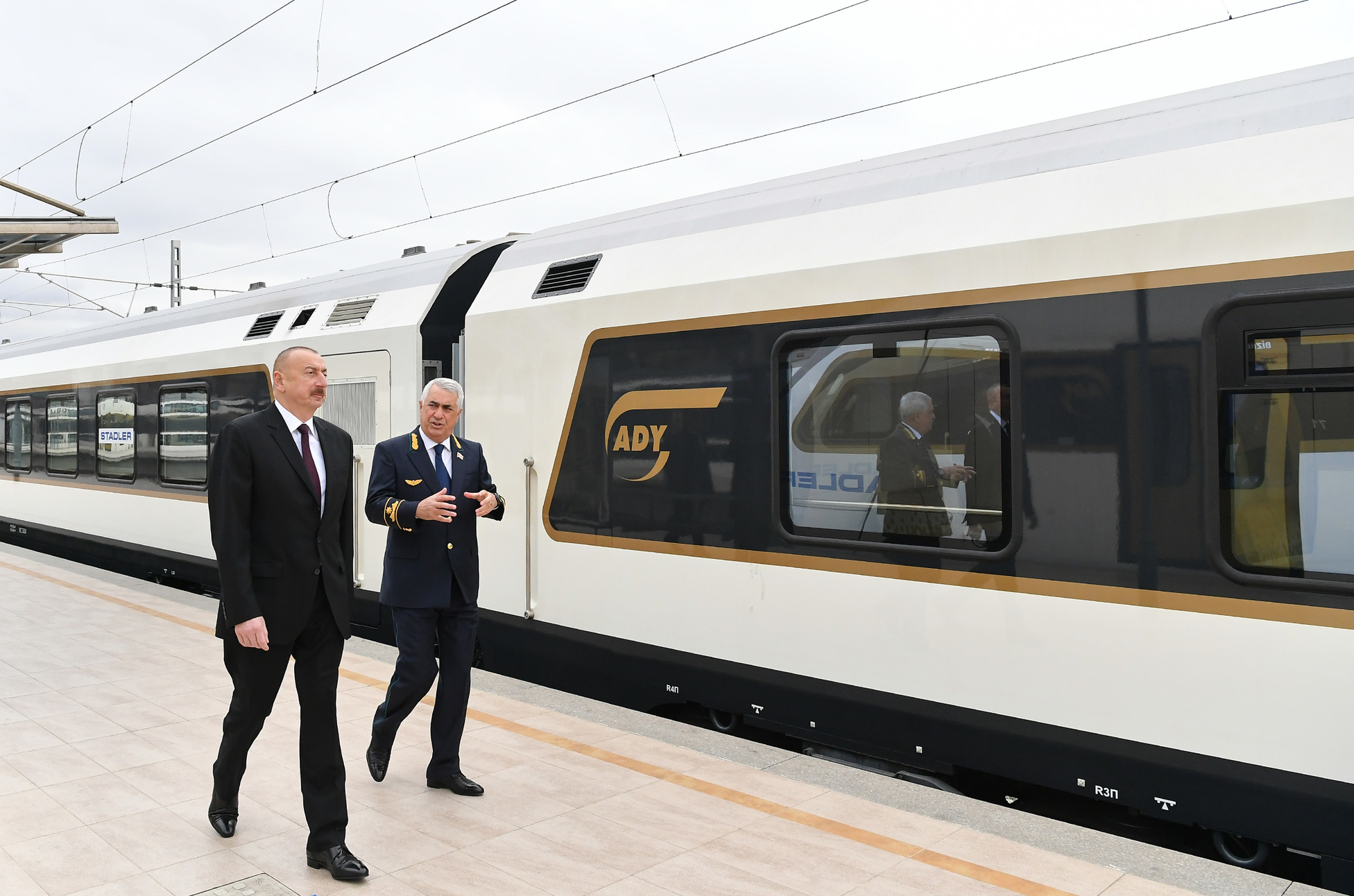
Prezes spółki, Cavid Qurbanov, demonstrujący nowy pociąg İlhamowi Əliyevowi, prezydentowi Azerbejdżanu

Największy rozwój kolei nastąpił za czasów rządów Heydəra Əliyeva, I sekretarza KC Komunistycznej Partii Azerbejdżanu i wicepremiera ZSRR, a następnie prezydenta Azerbejdżanu. Za czasów jego rządów (lata 1969–2003) wybudowano m.in. linie kolejowe Jewlakh – Balakan i Guzdek – Garadagh, wprowadzono szereg usprawnień, wzrosła wielkość przewozów towarowych, wzrosła ilość nowych i reaktywowanych połączeń kolejowych (m.in. z Moskwą, Petersburgiem, Kijowem, Tbilisi, czy częściowo zasiedlonym przez Azerów rosyjskim miastem Tiumeń). Rozwój z tego okresu jest kontynuowany przez syna Heydəra Əliyeva i jednocześnie jego następcę na stanowisku prezydenta – İlhama Əliyeva, przez wspieranie finansowe spółki takimi działaniami jak wprowadzenie „Państwowego programu rozwoju systemu transportu kolejowego w Republice Azerbejdżanu” i tym podobnych.

### Sytuacja prawna
Na przestrzeni lat koleje w Azerbejdżanie były kilkukrotnie włączane do Kolei Transkaukaskiej, by potem znów stać się niezależną spółką.
- 6 lipca 1945 roku, decyzją Państwowego Komitetu Obrony ZSRR, powołano do życia niezależne Koleje Azerbejdżańskie.
- 14 maja 1953 roku utworzono z dotychczasowych kolei transkaukaskich i azerbejdżańskich Kolej Transkaukaską z centralą w Tbilisi.
- 13 października 1955 roku Koleje Azerbejdżańskie dekretem rady Ministrów Azerbejdżańskiej SRR zostały uznane za niezależne linie kolejowe.
- 2 marca 1963 roku przekształcono Koleje w „sekcję azerbejdżańską” Kolei Transkaukaskiej.
- 1 czerwca 1967 roku Koleje Azerbejdżańskie zostały ostatecznie uniezależnione, i od tego czasu funkcjonują jako osobna spółka.
- 8 sierpnia 1995 roku przedsiębiorstwo przemianowano na „Azerbejdżańskie Koleje Państwowe” (azer. Azərbaycan Dövlət Dəmir Yolu, ang. Azerbaijan State Railways, ros. Азербайджанская Государственная железная дорога).
- 20 lipca 2009 roku spółka zyskała obecną formę prawną (spółka akcyjna ze 100-procentowym udziałem rządu) i nazwę („Koleje Azerbejdżańskie”, azer. Azərbaycan Dəmir Yolları, ang. Azerbaijan Railways, ros. Азербайджанские железные дороги).

## Infrastruktura
Obecnie całkowita długość torów kolejowych wynosi 2910,1 km, z czego tory eksploatowane mają długość 2079,3 km (w tym 802,3 km stanowią linie dwutorowe). Zelektryfikowano 1241,4 km, czyli 59,7% ogólnej długości linii kolejowych. Pozostała część jest obsługiwana przez pojazdy poruszające się pod trakcją spalinową. 1527,7 km torów wyposażono w system automatycznej sygnalizacji.